# Gudstjänstlokal
En gudstjänstlokal är en kultplats eller helgedom, det vill säga en religiös byggnad avsedd för gudstjänst, exempelvis andaktsmöten, bön, ceremonier, offer, ritualer och tillbedjan i de stora religionerna. Traditionellt ligger gudstjänstlokalen på en central ort, eller byggt över en tidigare kults offerplats. De tidigaste kristna gudstjänstlokalerna i Norden, innan socknarna bildades, kunde vara privata gårdskyrkor. Gudstjänstlokaler kan också vara en del av en annan större byggnad, exempelvis en källarmoské eller ett andaktsrum på ett sjukhus, en skola eller en arbetsplats.
Världsreligionerna har olika namn och funktion på de olika byggnaderna:
- Bahá'í - Mashriqu'l-Adhkár, Tempel, Tillbedjans Hus
- Buddhism - Stupa, Pagod, Chaitya
- Hinduism - Tempel
- Islam - Moské
- Judendom - Synagoga, Tempel
- Kristendom - Andaktsrum, Bönhus, Hydda, kapell, Katedral, Kyrka, Kyrkobyggnad, Kår, Missionshus, Tabernakel (från Tabernaklet), Tempel
- Sikhism - Gurdwara, Tempel
- Shintoism - Stupa